# Jégkrémbalett (album)
A Jégkrémbalett az A. E. Bizottság együttes második nagylemeze, amely a Hungaroton Start kiadásában jelent meg Budapesten 1984-ben.

## Története, jellemzői
Az LP a Balázs Béla Stúdió keretében 1984-ben készített, azonos című kísérleti film (rendező Wahorn András) zenéjét tartalmazza. Azonban hangzását tekintve, technikailag eltér a nagylemez anyagától: utóbbiról a filmben hallható effektek nagy része lemaradt.  
Az egykorongos, de (kinyitható, gatefold) dupla lemez-borítót Wahorn András tervezte. 
Tartalmilag fontos eltérés, hogy a koncerteken is játszott Békásmegyer (Munkadal) c. szám kultúrpolitikai (cenzurális) okok miatt nem szerepelhetett ("tipikus mai munkaerő vagyok / A békásmegyeri rabszolgatelepen lakok").
Az album nagy siker lett, ennek dacára nyomott példányszámban (20-25 ezer db) jelent meg, holott sokkal nagyobb mennyiséget is el lehetett volna adni belőle.
2015-ben a The Museum of Modern Art (MoMA, New York) gyűjteményébe került a zenekar lemezborítója, korabeli koncertplakátokkal egyetemben.

### Mottója
Ez a lemez olyan mint az élet.
Van, akinek hosszú, van akinek rövid.
+ fo Logosso Loszlo +
1984. április 18.

## Kiadásai
- Jégkrémbalett (1984, magnókazetta: Hungaroton-Start, MK 17825; LP: Hungaroton-Start, SLPM 17825)[5]
- Jégkrémbalett; Hungaroton-Gong, Bp., 1995 (CD)[6]
- Bizottsag: Amor Guru; Eksakt Records, Tilburg, 1986 (LP, Eksakt 024)[7]

## Az album számai[8]

### Mámorszárító oldal, avagy Oly kicsinek érzem magam és végtelennek
1. Elég
2. Amikor pedig kígyókkal ...
3. Baad Schandau
4. Milarepaverzió
5. Jégkrémbalett
6. Használt dal (K. A-nak ajánlva)

### Árnyékfürdő oldal, avagy Minden elmúlik, de újra hívlak le-fel (továbbá semmi se mindegy)
1. Női agyvelő
2. Preparababrakabaré (Playboykott)
3. Fekete krém
4. Duzzad
5. Dojó otthon
6. Halihónap
7. Leköszönés

## Az együttes tagjai
- Dorozsmai Béla – dob
- Gazember Waszlavik László – szintetizátor
- Kukta Erzsébet Kokó – ének
- feLugossy László – ének
- Losonczy Teri – ének
- Szulovszky István – szólógitár
- ef Zámbó István – orgona, basszusgitár, szólógitár, dob, ének
- Wahorn András – szaxofon, trombita, orgona, basszusgitár, dob, ének